# Salsola pearsonii
Salsola pearsonii är en amarantväxtart som beskrevs av Viktor Petrovitj Botjantsev. Salsola pearsonii ingår i släktet sodaörter, och familjen amarantväxter. Inga underarter finns listade i Catalogue of Life.